# Karton

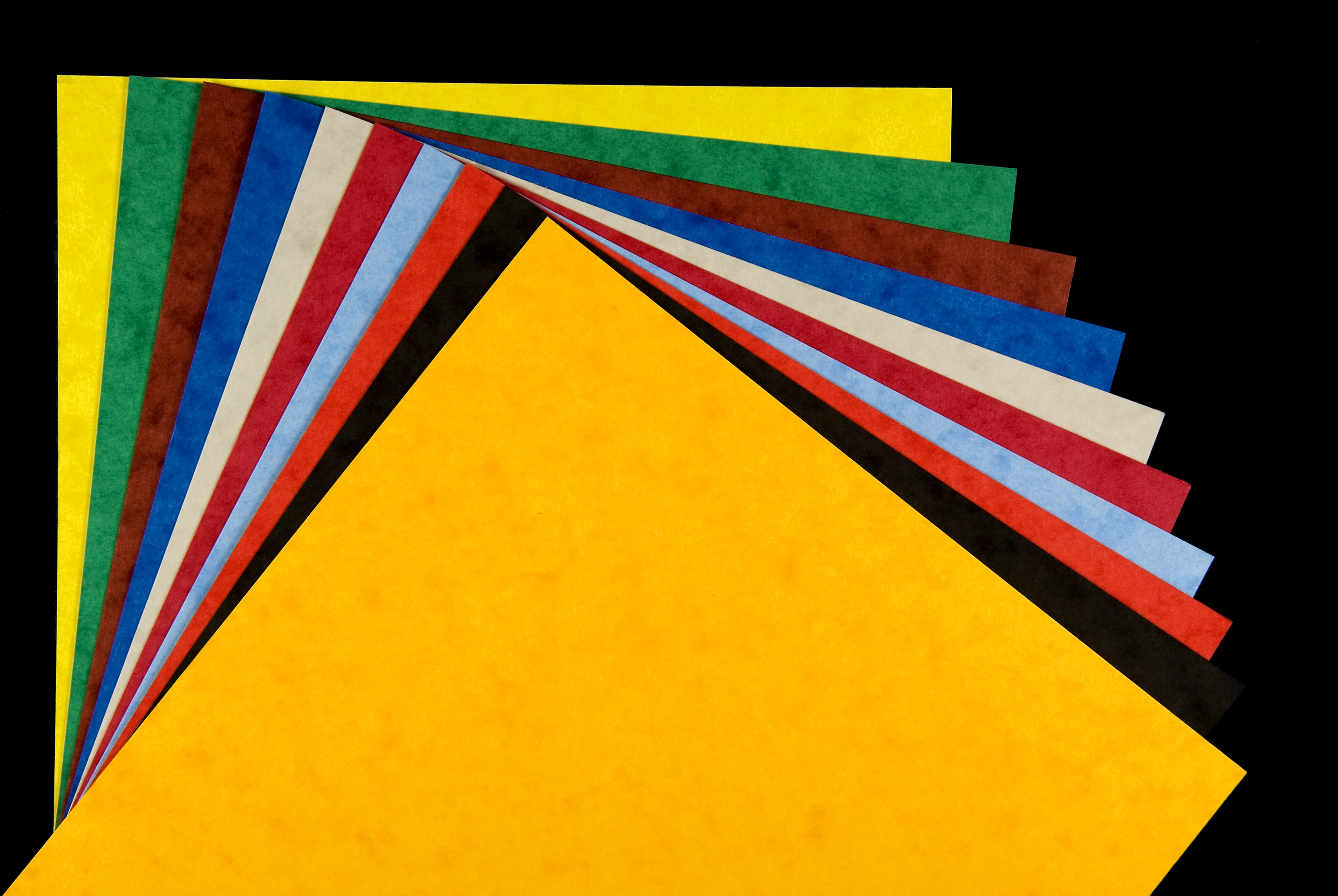
vizitkový karton s viditelnou barevnou texturou

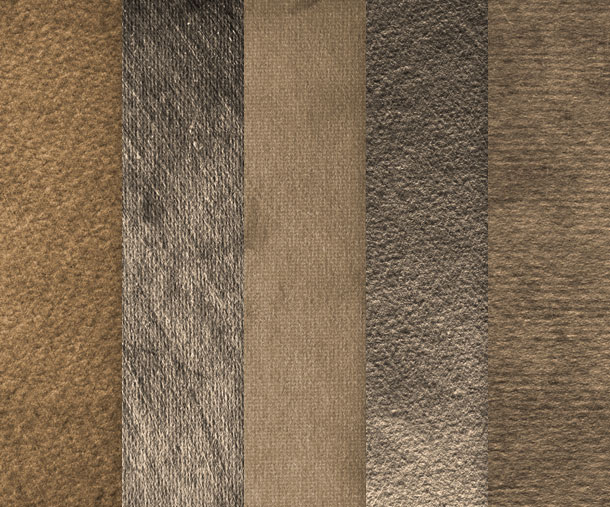
Vzorky kartonu s texturovaným povrchem

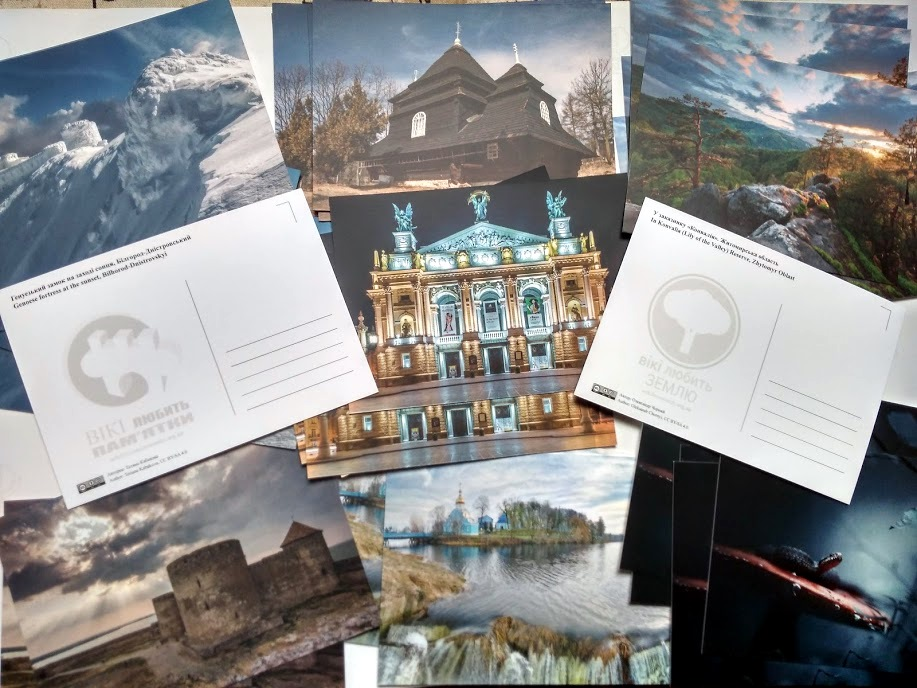
Pohlednice

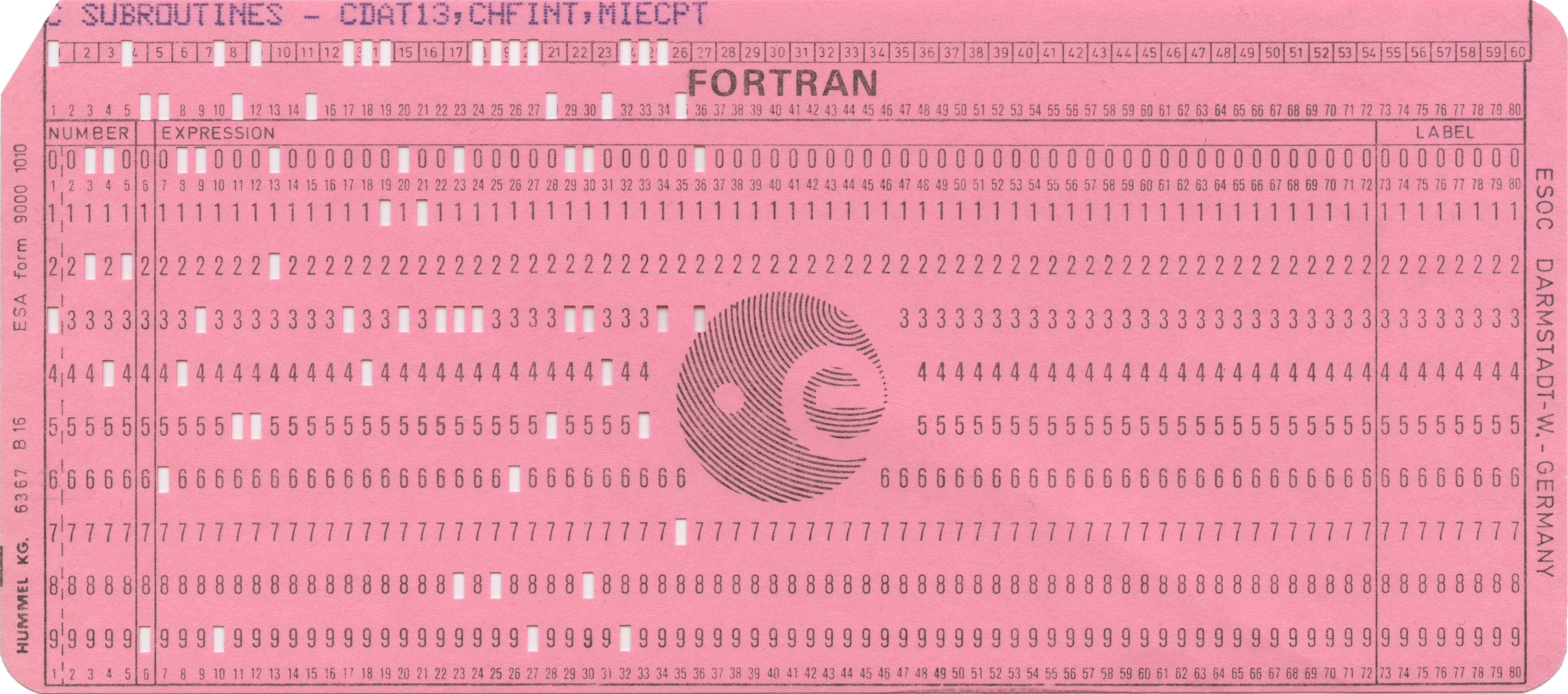
Děrný štítek

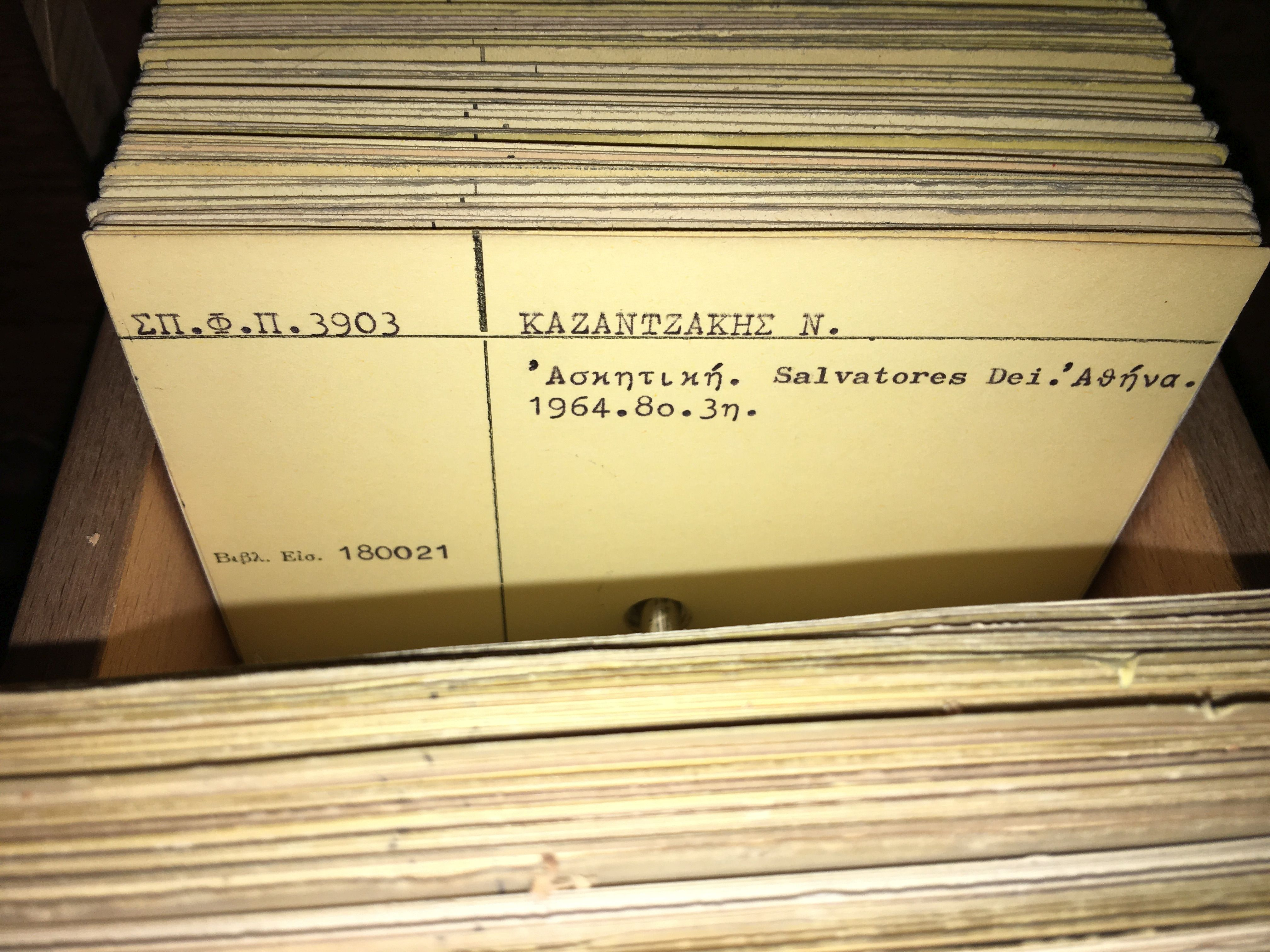
Lístková kartotéka

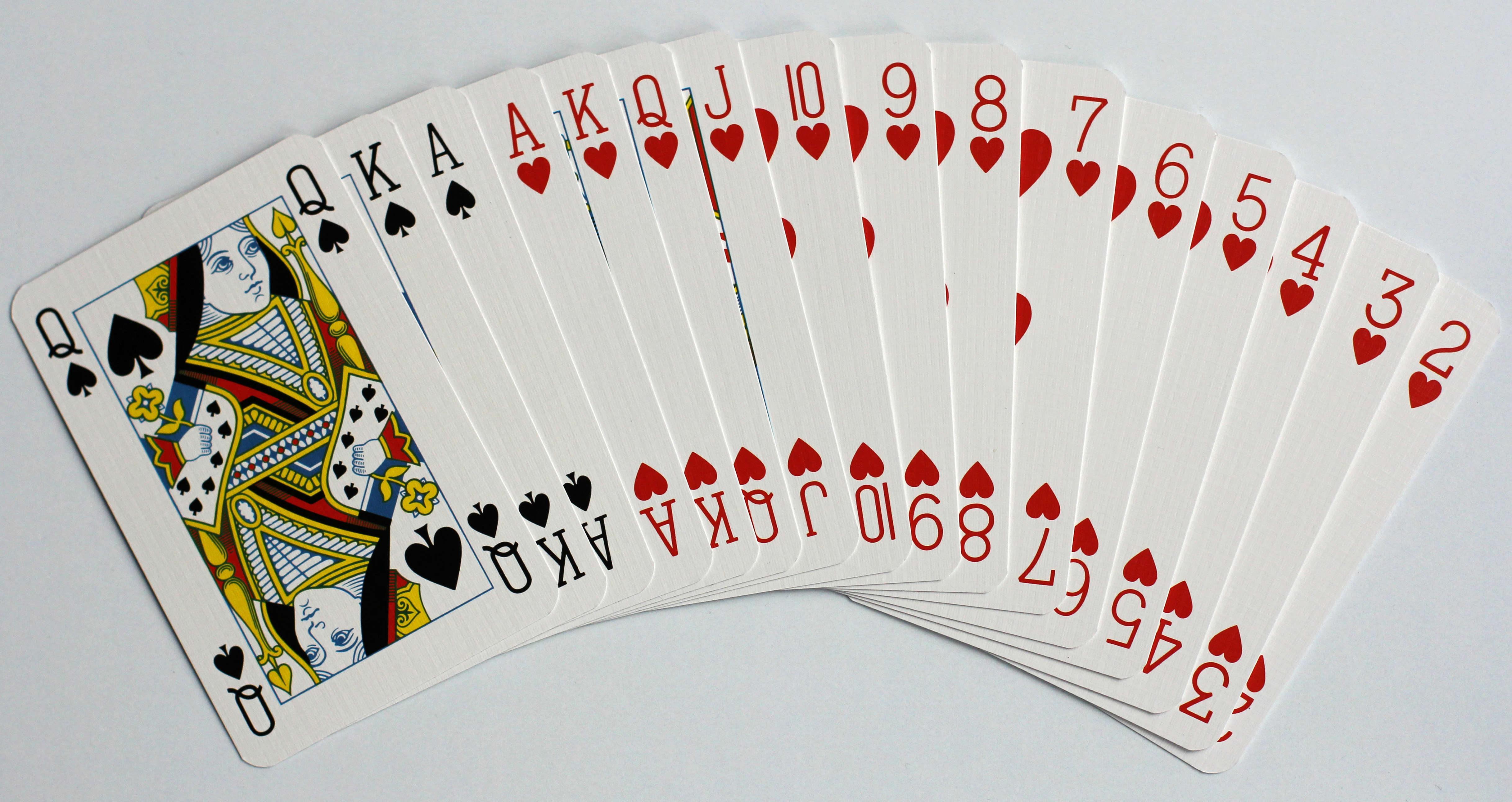
Hrací karty

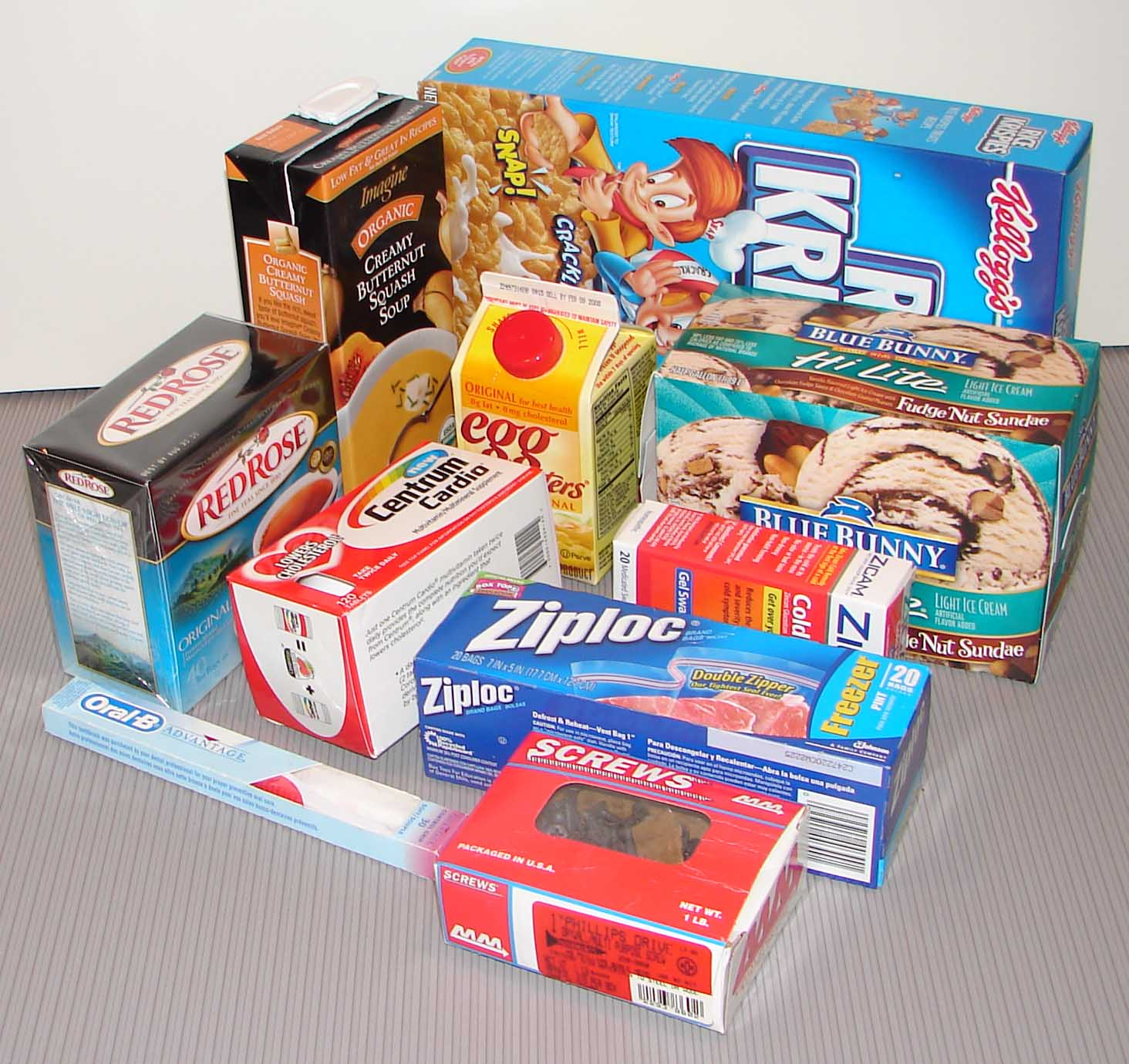
Kartonové obaly na léky a potraviny

Karton je tuhý papír vyšší plošné hmotnosti (gramáže), zpravidla nad 150 g/m². Je tužší a silnější než běžný papír, ale tenčí a ohebnější než lepenka, která má plošnou hmotnost zpravidla nad 225 g/m².
Slovo karton pochází z italštiny (papír – carta, tvrdý papír – cartone) a do češtiny se dostalo přes francouzštinu (papír – papier, tvrdý papír, lepenka – carton).
Karton můžeme dělit na:[zdroj?]
- Hlubotiskový karton – málo klížený, pružný, vláčný užívaný pro tisk z hloubky
- Křídový karton – bezdřevý, bělený, středně jemný, hlazený karton od 200 g/m², po obou stranách s nátěrem z bílých pigmentů, užívá se pro tisk jemných autotypií
- Vizitkový karton – kvalitní karton určený pro tisk vizitek, svatebních oznámení a dalších podobných tiskovin, může být bílý nebo barevný, hladký nebo s různě strukturovaným povrchem
- Matricový karton – savý buničitý materiál nasycený termosetovou fenolovou pryskyřicí

Karton se používá pro výrobu tiskovin, u nichž je požadována vyšší mechanická odolnost, zejména pohlednic, hracích karet, vizitek, obálek knih (paperback) a kvalitnějších časopisů. Z kartonu jsou kartoteční lístky v kartotékách a lístkových katalozích knihoven (většinou již digitalizovaných). V počátcích výpočetní techniky byl kvalitní karton používán na výrobu děrných štítků. Do obalů vyrobených z kartonu je baleno drobnější zboží, potraviny a léky.
V běžné řeči i v obchodním styku je často jako karton označována hladká (plná) lepenka určená pro výrobu obalů, například krabic na obuv. V tomto významu je slovo karton, kartonáž užíváno i pro označení krabice z hladké lepenky.
Zvláštním druhem kartonu je nápojový karton, což je sendvičový kompozitní materiál.
Pojmy papír, karton a lepenka byly rozlišovány ve starších českých technických normách, například ČSN 50 0002 (platná do roku 2002), která obsahovala i stručné definice. Rozslišení bylo částečně podle gramáže a částečně podle použití. Novější norma ČSN ISO 4046-4 (zrušena bez náhrady k roku 2016) již rozlišovala pouze papír a lepenku, karton spadal většinou pod lepenku. Rozlišení na základě gramáže a použití se částečně překrývalo (nebylo jednoznačné).